# Гайдро (Оклахома)
Гайдро (англ. Hydro) — місто (англ. town) в США, в округах Каддо і Блейн штату Оклахома. Населення — 927 осіб (2020).

## Географія
Гайдро розташоване за координатами 35°32′53″ пн. ш. 98°34′47″ зх. д. / 35.54806° пн. ш. 98.57972° зх. д. (35.547986, -98.579684).  За даними Бюро перепису населення США в 2010 році місто мало площу 1,74 км², уся площа — суходіл.

## Демографія
Згідно з переписом 2010 року, у місті мешкало 969 осіб у 386 домогосподарствах у складі 260 родин. Густота населення становила 556 осіб/км².  Було 469 помешкань (269/км²).
Расовий склад населення:
| - 90,9 % — білих - 2,5 % — корінних американців - 0,1 % — азіатів - 3,2 % — осіб інших рас |

До двох чи більше рас належало 3,3 %. Частка іспаномовних становила 10,3 % від усіх жителів.
За віковим діапазоном населення розподілялося таким чином: 24,5 % — особи молодші 18 років, 58,8 % — особи у віці 18—64 років, 16,7 % — особи у віці 65 років та старші. Медіана віку мешканця становила 38,4 року. На 100 осіб жіночої статі у місті припадало 83,9 чоловіків;  на 100 жінок у віці від 18 років та старших — 83,5 чоловіків також старших 18 років.
Середній дохід на одне домашнє господарство  становив 53 083 долари США (медіана — 38 500), а середній дохід на одну сім'ю — 64 017 доларів (медіана — 57 625). Медіана доходів становила 45 114 долари для чоловіків та 31 000 доларів для жінок. За межею бідності перебувало 15,8 % осіб, у тому числі 14,2 % дітей у віці до 18 років та 13,8 % осіб у віці 65 років та старших.
Цивільне працевлаштоване населення становило 416 осіб. Основні галузі зайнятості: освіта, охорона здоров'я та соціальна допомога — 25,2 %, роздрібна торгівля — 14,2 %, сільське господарство, лісництво, риболовля — 12,7 %.